# Conus gauguini
Conus gauguini é uma espécie de gastrópode do gênero Conus, pertencente a família Conidae.